# The Adventures of Ghosthorse & Stillborn
Albums de CocoRosie
Noah's Ark
(2005)
The Adventures of Ghosthorse & Stillborn est le troisième album des sœurs Casady, sorti le 9 avril 2007, produit avec le label indépendant Touch and Go Records.

## Liste des titres
1. Rainbowarriors - 3:57
2. Promise - 3:39
3. Bloody twins - 1:39
4. Japan - 5:04
5. Sunshine - 3:01
6. Black poppies - 2:39
7. Werewolf - 4:52
8. Animals - 6:04
9. Houses - 2:58
10. Raphael - 2:50
11. Girl and the geese - 0:48
12. Miracle - 3:35